# Hartwig Golf
Hartwig Golf (* 22. Juli 1913 in Leipzig; † 1998 in Limburg an der Lahn) war ein deutscher Politiker (NPD) und ehemaliger Abgeordneter des Hessischen Landtags.

## Leben
Hartwig Golf besuchte nach der Volksschule 1930 bis 1932 die Deutsche Kolonialschule in Witzenhausen und war danach in der Landwirtschaft und als Verwalter tätig. Nach einem Jahr freiwilligen Wehrdienstes studierte er ab 1936 und bestand 1937 die nachträgliche Reifeprüfung als Externer. Das Studium schloss er 1939 mit der landwirtschaftlichen Diplomprüfung und 1940 mit der Promotion ab. 1939 erfolgte die Einberufung zum Wehrdienst, jedoch wurde er nach dem Überfall auf Polen wieder entlassen. Am 20. Dezember 1939 heiratete er seine erste Frau Margarete geb. Kockel. Danach arbeitete er längere Zeit als Betriebsleiter im östlichen Reichsgebiet, bevor er erneut einberufen wurde und 1945 in Kriegsgefangenschaft geriet. Nach der Entlassung 1947 war er bei der Land- und Forstwirtschaftskammer für Hessen-Nassau als Wirtschaftsberater tätig und ab 1959 Fachberater für Flurbereinigung.
1998 starb Golf im Alter von 84 Jahren und wurde in Hude, Kreis Oldenburg bestattet.

## Politiker und Autor
Hartwig Golf war seit 1965 Mitglied der NPD. Nach dem Tod von Gerhard Woitschell rückte er am 14. November 1969 in den Hessischen Landtag nach, dem er bis zum 30. November 1970 angehörte.
Als Coautor beteiligte er sich an einer Veröffentlichung über General Erich Ludendorff:
- Franz Karg von Bebenburg, Gunther Duda, Hartwig Golf, Wolfgang Seeger: Ludendorff. Studie eines Revolutionärs. Vom Leutnant zum General. Herrscher über ein Königreich. Politik und Weltanschauung im Denken Ludendorffs Leben und Persönlichkeit. Verlag Hohe Warte von Bebenburg, Pähl 1985, ISBN 3-88202-326-0.

Ferner hielt er zahlreiche Vorträge bei Versammlungen des Bund für Deutsche Gotterkenntnis und schrieb Beiträge in der Zeitschrift „Mensch und Maß“.

## Schriften
- Der Einfluß des Landwirtschaftstarifs auf die Verwendung der Elektrizität in landwirtschaftlichen Betrieben des Gebietes der Energie. Dissertation, Leipzig 1940.
- Was ist Volksschöpfung? Eine notwendige Begriffsbestimmung. Verlag Hohe Warte, Pähl 1974.
- Völkerrecht und Menschenrechte auch für das deutsche Volk. Notverwaltung des Deutschen Ostens: Anzeiger der Notverwaltung des Deutschen Ostens / Sondernummer 16. Kiel 1984.